# Рубинштейн, Джон (актёр)
Джон Артур Рубинштейн (англ. John Arthur Rubinstein, род. 8 декабря 1946) — американский актёр, композитор, режиссёр театра и кино.

## Биография
Джон Рубинштейн родился в 1946 году в Лос-Анджелесе в семье известного пианиста Артура Рубинштейна. Его мать Неля Млынарская (пол. Aniela Młynarska) была дочерью польского музыканта Э. Млынарского. Джон Рубинштейн был дважды женат, имеет пятерых детей.

## Карьера
Его артистическая карьера началась в 1967 году с эпизодических ролей в телевизионных фильмах. В 1972 году Джон Рубинштейн дебютировал как театральный актёр на Бродвее в главной роли мюзикла Пиппин (Pippin), за которую ему была присуждена театральная премия Theatre World Award. За роль в пьесе Дети меньшего бога в 1980 году Рубинштейну были присуждены премия Тони и театральная премия Драма Деск. В 1987 году после серии удачных постановок Бродвея Джон Рубинштейн играет роль Гильденстерна в пьесе Тома Стоппарда «Розенкранц и Гильденстерн мертвы».
Джон Рубинштейн снялся во множестве художественных фильмов, среди которых «21 грамм», «Даниел», «Мальчики из Бразилии», «Захария», «Неприятности с девушками», «Красный дракон», «Убить Джой», «Генералы песчаных карьеров» и др. На счету актера также более 150 телевизионных фильмов.
Рубинштейн является автором (включая оркестровку) и исполнителем (дирижёр) музыки к пяти художественным фильмам, а также множеству телефильмов. В течение шести лет он был ведущим радиопрограммы «Карнеги-холл сегодня вечером» (Carnegie Hall Tonight), передаваемой 180 станциями США и Канады. Два года провёл в качестве клавишника джаз-рок группы, записал более 65 аудиокниг.
В июне 2011 года Джон Рубинштейн вместе с Ириной Тушинцевой был ведущим интернет-трансляции XIV Международного конкурса имени П. И. Чайковского по специальности фортепиано.